# Caspar (California)
Caspar es un lugar designado por el censo ubicado en el condado de Mendocino en el estado estadounidense de California. En el año 2010 tenía una población de 509 habitantes.

## Geografía
Caspar se encuentra ubicado en las coordenadas 39°21′48″N 123°48′49″O / 39.36333, -123.81361.